# Chris Wolfe
Chris Wolfe (...) è un astronomo statunitense.
| 32564 Glass        | 20 agosto 2001    |
| 32569 Deming       | 20 agosto 2001    |
| 32570 Peruindiana  | 20 agosto 2001    |
| 32571 Brayton      | 20 agosto 2001    |
| 34137 Lonnielinda  | 21 agosto 2000    |
| 34738 Hulbert      | 20 agosto 2001    |
| (43592) 2001 QC72  | 20 agosto 2001    |
| (51911) 2001 QD68  | 20 agosto 2001    |
| (55051) 2001 QT68  | 20 agosto 2001    |
| (55052) 2001 QU68  | 20 agosto 2001    |
| (55053) 2001 QV68  | 20 agosto 2001    |
| 55221 Nancynoblitt | 11 settembre 2001 |
| (57219) 2001 QY71  | 20 agosto 2001    |
| (57292) 2001 QV174 | 21 agosto 2001    |
| (61403) 2000 QG9   | 25 agosto 2000    |
| 63605 Budperry     | 20 agosto 2001    |
| (77796) 2001 QL68  | 20 agosto 2001    |
| 77856 Noblitt      | 11 settembre 2001 |
| (88432) 2001 QR68  | 20 agosto 2001    |
| (88433) 2001 QS68  | 20 agosto 2001    |
| (109183) 2001 QO68 | 20 agosto 2001    |
| (119180) 2001 QN68 | 20 agosto 2001    |
| (131439) 2001 QK68 | 20 agosto 2001    |
| (139557) 2001 QF68 | 20 agosto 2001    |
| (139558) 2001 QJ68 | 20 agosto 2001    |
| 148604 Shobbrook   | 11 settembre 2001 |
| (165722) 2001 QP68 | 20 agosto 2001    |
| (225687) 2001 QG68 | 20 agosto 2001    |

Chris Wolfe è stato un prolifico scopritore di asteroidi durante i suoi anni di studio al Rose-Hulman Institute of Technology di Terre Haute nell'Indiana.
Il Minor Planet Center gli accredita la scoperta di ventotto asteroidi, effettuate tra il 2000 e il 2001, di cui una in cooperazione con Emanuel Bettelheim, anch'egli studente al Rose-Hulman Institute of Technology.